# الأزمة الاقتصادية البرازيلية 2014
الأزمة الاقتصادية البرازيلية 2014 منذ منتصف عام 2014 فصاعدًا عانت البرازيل من أزمة اقتصادية حادة. انخفض الناتج المحلي الإجمالي للبلاد بنسبة 3.5٪ في عام 2015 و3.3٪ في عام 2016، وبعد ذلك بدأ انتعاش اقتصادي صغير. استمر هذا التعافي حتى عام 2020، عندما بدأ جائحة كوفيد 19 في التأثير على الاقتصاد مرة أخرى.
حدثت الأزمة الاقتصادية إلى جانب أزمة سياسية أدت إلى عزل ديلما روسيف. تسببت هذه الأحداث مجتمعة في استياء شعبي جماهيري من النظام السياسي. كان سبب الأزمة هو الأزمة السياسية، فضلاً عن صدمة أسعار السلع الأساسية لعام 2014، والتي أثرت سلبًا على صادرات البرازيل وقللت من دخول رأس المال الأجنبي في الاقتصاد. لكن السبب الأهم كان داخليًا، وهو مرتبط بإجراءات اقتصادية لم تحقق النتائج المتوقعة. تم اعتماد هذه التدابير في عام 2011، وتُعرف باسم «المصفوفة الاقتصادية الجديدة».
خلال الأزمة الاقتصادية، تم الإبلاغ عن معدلات بطالة عالية في جميع أنحاء البلاد، وكان هناك عدم يقين واسع النطاق بشأن مستقبل البرازيل الاقتصادي بعد سلسلة من الفضائح السياسية. في الربع الأول من عام 2017 ارتفع الناتج المحلي الإجمالي للبرازيل بنسبة 1٪. كانت هذه أول زيادة في الناتج المحلي الإجمالي تحدث في ثمانية أرباع متتالية. أعلن وزير المالية هنريك ميريليس أن البرازيل «خرجت من أعظم أزمة في القرن». مع ذلك فإن الارتفاع في الناتج المحلي الإجمالي يمثل نهاية الركود الفني فقط، وليس نهاية الأزمة. كان الركود هو ثاني أكبر ركود في تاريخ البلاد، وتلاه أبطأ انتعاش.

## سياق الأزمة

### الاقتصادي
يعتمد الاقتصاد البرازيلي إلى حد كبير على تصدير السلع، ولا سيما خام الحديد والبترول وفول الصويا. من أواخر التسعينيات حتى عام 2012 ارتفعت أسعار سلع التصدير هذه بشكل كبير (جزئيًا بسبب زيادة الطلب من الصين)، مما أدى إلى حوالي عقدين من النمو الاقتصادي. نتيجة للأزمة الاقتصادية انخفض الناتج المحلي الإجمالي البرازيلي بشكل حاد، مما أدى إلى ارتفاع معدلات البطالة. أثناء رئاسة لويس إيناسيو لولا دا سيلفا اليسارية من 2003 إلى 2010 أعادت الحكومة توزيع الثروة من خلال برامج الرعاية الاجتماعية ورفعت الحد الأدنى للأجور من أجل زيادة الاستهلاك.
رداً على منتقدي الموقف الاقتصادي الاشتراكي للولا، قدمت خليفته ديلما روسيف (الرئيس أثناء الأزمة) إعفاءات ودعم ضريبي للاقتصاد الكلي. هذه السياسات معترف بها على نطاق واسع كعامل رئيسي في الأزمة الاقتصادية 2014-16.

### السياسي
تبعت الأزمة الاقتصادية واشتدت حدتها بأزمة سياسية. في عام 2014 اجتاحت سلسلة من فضائح الفساد التي كشفت عنها عملية غسيل السيارات العديد من السياسيين المؤثرين. في الانتخابات الرئاسية في العام نفسه أعيد انتخاب الرئيسة ديلما روسيف لولاية ثانية، متغلبة على مرشح الحزب الديمقراطي الاجتماعي أسيو نيفيس بفارق ضئيل. لم يتم الاعتراف بالنتيجة من قبل قسم من المعارضة وأثارت استياءًا شعبيًا. بسبب شرعية الانتخابات المتنازع عليها وتحقيق عملية غسيل السيارات والأزمة الاقتصادية، انتشر الاستياء من الحكومة على نطاق واسع. بحلول عام 2015 انخفض تصنيف موافقة روسيف إلى 8٪ وفقًا لمسح داتافولها.

## التعافي
في أوائل عام 2017 كان هناك بالفعل إشارات على أن الاقتصاد بدأ في التعافي، تم الاتفاق على أن العملية ستكون طويلة وبطيئة.
في يونيو 2017 تم الإبلاغ عن ارتفاع بنسبة 1٪ في الناتج المحلي الإجمالي في الربع الأول من العام. كان أول ارتفاع للناتج المحلي الإجمالي بعد ثمانية انخفاضات متتالية (عامين كاملين). قال وزير المالية هنريك ميريليس إن البلاد قد خرجت من «الركود الأكبر في القرن». انتهت الأزمة بالنظر إلى أن معدل البطالة لا يزال مرتفعًا ولا يزال هناك عدم يقين واسع النطاق بشأن مستقبل الاقتصاد، خاصة في أعقاب الفضائح السياسية الأخيرة.